# 欣浄寺 (伊勢市)
欣浄寺（ごんじょうじ）は、三重県伊勢市一之木にある、浄土宗の寺院である。法然上人二十五霊跡の第12番。

## 歴史
法然43歳にして、伊勢神宮に参詣する。その時日輪の中に、黄金の阿弥陀の名号が現れ、まばゆいばかりの光明をはなったという。開山当寺は一之木にあったが大火で越坂に移転、明治の廃仏毀釈で廃寺となる。明治15年（1882年）に倭町に再建され、大正6年（1917年）に現在地に改築移転した。
法然の作と伝えられる法然上人満月の像は、大阪の専念寺にあったが、天正19年に専念寺の頂誉が、伊勢の欣浄寺へ、像を送るべしとの夢のお告げを受けた。そこで頂誉は弟子の西運に命じて、像を欣浄寺へ送り届けさせた。
2021年7月8日午前10時頃出火しほぼ全焼した。

## 寺宝
- 円光大師感得の日の丸名号
- 円光大師満月像

## 第十二番御詠歌
「和らぐる神の光の影みちて 秋にかわらぬ短か夜の月」